# Ngữ Phong Viên Tín
Ngữ Phong Viên Tín (zh. 語風圓信, ja. Gofū Enshin, 1571-1647), còn có hiệu là Tuyết Kiều Viên Tín, cuối đời lấy hiệu là Ngữ Phong Lão Nhân, là Thiền sư Trung Quốc cuối đời nhà Minh và đầu nhà Thanh. Sư tuy là đệ tử của Thiền sư Huyễn Hữu Chính Truyền (tông Lâm Tế) nhưng lại tuyên bố mình là người nối pháp của Vân Môn tông - vốn đã thất truyền từ cuối đời Tống. Tác phẩm nổi danh của sư là Ngũ Gia Ngữ Lục.

## Tiểu sử
Sư họ Chu, sinh ngày mồng 10 tháng 2 năm thứ 5 niên hiệu Long Khánh tại huyện Ngân, Ninh Ba, tỉnh Triết Giang. Năm 29 tuổi, sư xuất gia và thọ giới cụ túc với Đại sư Bảo Phong, và tu theo hạnh đầu đà.

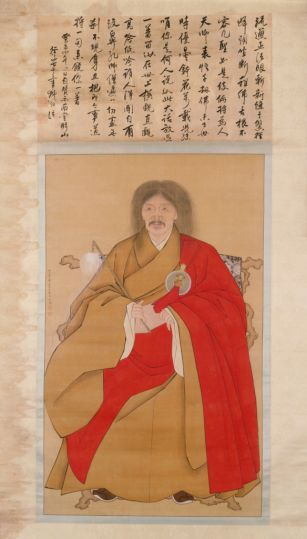
Thiền sư Ngữ Phong Viên Tín.

Trên con đường tu học Thiền, đầu tiên sư đến yết kiến và tham học với Thiền sư Diệu Trinh ở chùa Phổ Tế, núi Tần Vọng tỉnh Triết Giang. Sau đó, sư cũng đến tham học với Thiền sư Vân Thê Châu Hoằng (Đại sư Liên Trì). Một hôm, sư nghe nghe một vị tăng tụng Kinh A-di- đà đến câu "Nước chảy, chim kêu, cây cối đều phát ra tiếng niệm Phật, niệm Pháp, niệm Tăng"  liền khởi nghi tình. Từ đó, sư đi khắp nơi giống như người điên, ban đêm thường ngủ trong miếu hoang.
Theo truyền thuyết, sống mũi của sư vốn cao thẳng đẹp đẽ, nhưng một hôm lúc sư đang ngồi tọa Thiền trong tư thế kiết-già thì chợt có một cánh tay trên hư không đánh xuống làm gãy sống mũi của sư và nhờ thế sư bỗng nhiên đại ngộ. Nên mới có câu: "Nếu sống mũi không gãy thì đâu được liễu ngộ".
Năm thứ 8 (1635) niên hiệu Sùng Trinh, sư đến ẩn tu tại am Thiên Chỉ ở Kính Sơn. Năm 1639, sư đến trụ trì và thuyết pháp tại chùa Khai Tiên ở Lô Sơn. Năm 1643, sư đến trụ trì tại chùa Đông Tháp ở Gia Hòa, tỉnh Triết Giang.
Một số tác phẩm Thiền học do sư và đệ tử là cư sĩ Quách Ngưng Chi cùng sáng tác:
- Ngũ Gia Ngữ Lục (zh. 五家語錄, 5 quyển): Nội dung sách ghi lại ngữ lục, lời dạy của các vị Tổ sư sáng lập Ngũ Gia Thiền Phái là 7 vị Thiền sư: Quy Sơn Linh Hựu, Ngưỡng Sơn Huệ Tịch, Lâm Tế Nghĩa Huyền, Động Sơn Lương Giới, Tào Sơn Bản Tịch, Vân Môn Văn Yến và Pháp Nhãn Văn Ích.
- Tiên Giác Tông Thừa (zh. 先覺宗乘, 5 quyển): Sách này ghi lại cơ duyên và ngữ lục của 183 vị cư sĩ tu Thiền Tông ngộ đạo, được ấn khả, làm tấm gương sáng cho người đời sau noi theo tu học Thiền.
- Ưu Bà Di Chí (zh. 優婆夷志)

Cuối đời, sư đến trụ trì và truyền bá Thiền tại chùa Vân Môn ở vùng Việt Châu, tỉnh Triết Giang. Vào ngày 22 tháng 8 năm thứ 4 niên hiệu Thuận Trị, sư an nhiên tọa Thiền thị tịch. Sư hưởng thọ 77 tuổi đời và hạ lạp 48 năm, tháp mộ an trí tại chùa Vân Môn. Trước khi thị tịch sư có làm bài thiền kệ:
Này bọn trẻ kia có hiểu không
Trên đường sinh tử cứ thong dong
Chừ đây trăng sáng, sương càng lạnh

Uống cạn chén trà đến tịch không.
Hành trạng và ngữ lục của sư được đệ tử biên soạn trong bộ Viên Tín Thiền Sư Ngữ Lục (zh: 雪嶠圓信禪師語錄, 4 quyển).